# STUFT

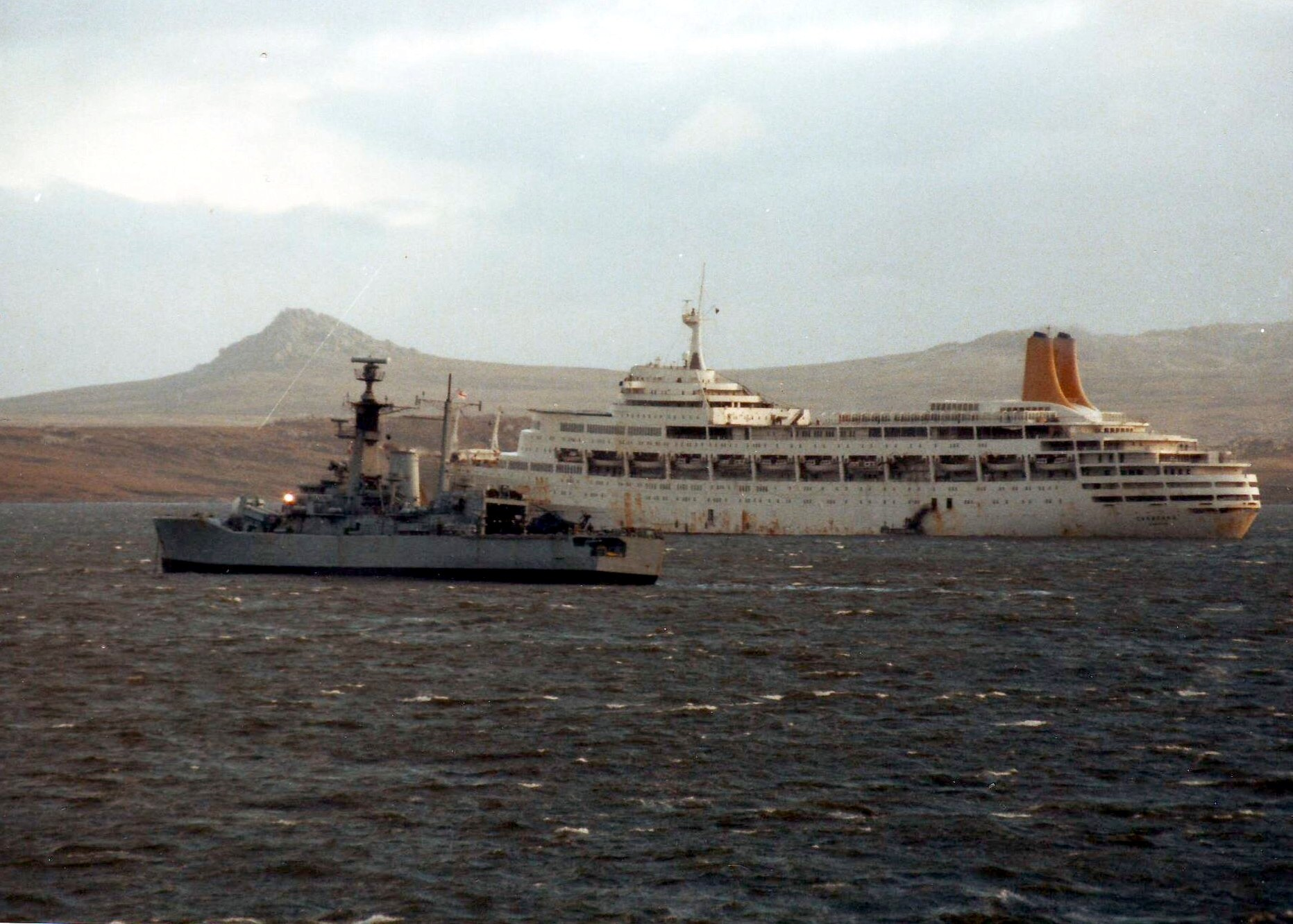
SS Canberra en las Malvinas después de haber sido requisado como transporte de tropas.

STUFT (Ships Taken Up From Trade) es un acrónimo naval que significa literalmente "navíos retirados del comercio" y hace referencia a los buques de la marina mercante que son utilizados en misiones de guerra naval.

## Antecedentes históricos
El uso de navíos mercantes en acciones de guerra es tan antiguo como la propia navegación en si, desde los comienzos, en que los navíos mercantes y de guerra eran virtualmente idénticos entre sí, pasando por la especialización, en que los buques mercantes apoyaban a las galeras dando apoyo logístico y actuando como transportes de personal, armas, animales y materiales.
Posteriormente en la Edad Moderna los grandes mercantes a vela podían ser armados, y de hecho a menudo eran armados, con cañones cuando se requería que navegasen en aguas donde había presencia de piratas, para autoprotección, o reforzando a los buques de guerra de las armadas cuando se requería superioridad numérica para una crisis concreta.

## Características de los STUFTs
Un STUFT es un navío no perteneciente a la armada en la que sirve, que adquirido mediante alquiler o requisa temporal, desempeña misiones militares, a estos efectos sufre una serie de modificaciones no permanentes en sus sistemas, las adaptaciones habituales son como mínimo la adaptación de sistemas de comunicaciones cifradas, radares, armas ligeras, aunque lo normal es que además se les adapten sistemas de potabilización de agua, alertadores de amenazas y sistemas de reabastecimiento de combustible en alta mar.
Las leyes y usos de la guerra establecen que para que un navío civil sea considerado buque militar y por lo tanto sea legal su uso como tal debe reunir una serie de condiciones.
1. Estar claramente identificado como buque militar, normalmente llevando izadas la enseña nacional del país al que sirven y la bandera de la armada.
2. Tener tripulación militar, aunque sea de forma provisional mientras el barco está activado como buque de guerra, a tales efectos a los marinos se les concederá un empleo militar que se corresponda con la misión y el rango que tengan en el navío y tendrán los mismos derechos y obligaciones que el personal de la armada.
3. En modo alguno se podrá activar o desactivar a conveniencia su consideración como buque militar durante las operaciones que desempeña, esto solo podrá realizarse a su regreso de la misión una vez en puerto.

## Tipos de STUFTs y sus misiones
Dependiendo del navío que se utiliza es más apropiado para ciertas misiones que para otras.

### Portacontenedores
Los porta-contenedores con sus grandes y sólidas cubiertas ofrecen muchas posibilidades con la dirección funcional que pueden aportar, la especialización de los contenedores y, en particular y por lo que se refiere al asalto anfibio, por poderse utilizar como LPH (Landing Platform Helicopter, plataforma de aterrizaje de helicópteros) auxiliares, pudiendo embarcar grupos de vuelo y unidades de asalto basadas en módulos, según las nuevas técnicas ampliamente experimentadas por la U.S. NAVY, a través del programa RMSDS (Reserve Merchant Ship Defense System).
Este programa permite que los buques portacontenedores puedan ser adaptados como portahelicópteros antisubmarinos para tareas de escolta de convoyes, liberando a las fragatas de esta tarea, o como portaaeronaves de reserva, apoyando a otro portaaviones o buque de asalto anfibio permitiendo transportar un mayor número de aeronaves en la flota.
Los portacontenedores pueden ser fácilmente convertidos en porta aeronaves auxiliares, mediante una cubierta portátil extendida sobre la fila superior de los contenedores, apta para poder operar aviones VSTOL y helicópteros. En este sentido, el conjunto de proyectos americanos MSNAP (Merchant Ship Naval Augmentation Program), desarrollados conjuntamente por la Maritime Administration y la U.S. Navy para varios tipos de buques mercantes, busca aumentar las actuales posibilidades de la US NAVY en medios de transporte y abastecimiento de combustible, mediante módulos "standard" instalados en los buques, de tal forma que:
- Su adaptación no implique modificaciones permanentes que puedan disminuir su capacidad operativa como buques comerciales.
- Su instalación sea sencilla, económica y pueda efectuarse por personal no especializado, esto es, por obreros civiles portuarios, evitando prolongadas y costosas permanencias en astilleros.
- Los módulos funcionales sean versátiles, para poder adaptarlos a la mayoría de los buques mercantes.
- Sea de fácil manejo, de forma que no requiera especial adiestramiento para ello.

Los aspectos más desfavorables que se presentan en la adaptación de los portacontenedores para porta aeronaves son:
- La dificultad de contar con estos porta aeronaves auxiliares en tiempo de paz para su adiestramiento.
- La necesidad de crear una Reserva Estratégica de estos tipos de barcos.
- La selección de las bases de estacionamiento de los módulos contenedores.

### Portabarcazas
Son naves que, a excepción de las partes destinadas a los aparatos propulsores, alojamientos y navegación, tienen el casco compuesto por cunas o alojamientos, unos al lado de otros, en los cuales se acondicionan balsas o barcazas cargadas con contenedores, vehículos o carga general, que pueden deslizarse sobre una vía, de proa a popa, mediante una grúa de caballetes. 
Sus características los hace idóneos para el empleo en las proximidades de puertos congestionados, no provistos de sofisticadas terminales de descarga o con bajos fondos, puesto que los convoyes de barcazas (que pueden ser también autopropulsadas) pueden ser abandonados a distancia de varias millas del punto de destino, continuando su marcha de una forma autónoma y siendo descargadas con sencillos equipos portuarios o, en caso de tratarse de vehículos o cargas autopropulsadas, directamente sobre la playa.
Militarmente son buques adecuados para transporte de asalto anfibio y logístico, al presentar una gran convertibilidad de empleo de tiempo de paz al de guerra, debido a que funcionan según el principio de la técnica de los diques flotantes aplicada a las unidades anfibias. Pueden ser adaptados fácilmente a los LSD, utilizando barcazas como medios de desembarco, y a los LHA, utilizando los amplios espacios disponibles en cubierta para las operaciones de helicópteros.
Sus características como velocidad, autosuficiencia para las operaciones de carga y descarga y sus posibilidades para desembarcar vehículos pesados directamente sobre las playas, a través de pontones, los hace especialmente aptos para las operaciones de asalto anfibio y las ulteriores de paso de escalón, por su posibilidad de situar en tierra unidades acorazadas pesadas, cosa que muchas unidades anfibias no son capaces de realizar.

### TransbordadoresRoll-on/Roll off
El concepto Roll-on / Roll-off usado para el transporte de carga es de relativo reciente desarrollo en el transporte marítimo. En un principio solo los ferrys hacían uso de este principio para transporte de pasajeros con sus vehículos particulares, para llegar a ser un puro concepto de transporte de carga. Su principal ventaja es su versatilidad, que ha conducido a la existencia de una amplia variedad de tipos de buques.
Roll-on / Roll-off es una aplicación al transporte marítimo de los buques de desembarco LST, en lo referente al tratamiento de carga. Su variedad de tipos y tonelaje es grande, siendo una de sus características principales el tener grandes portas en proa, popa y costados que permiten la carga y descarga horizontal, por medio de rampas.
La característica principal de estos buques es la rapidez en la carga y descarga de los vehículos, lo que unido a su elevada velocidad y a las reducidas dimensiones, aspecto muy importante para las operaciones navales, hacen de ellos unas unidades ideales para una fuerza móvil dotada de medios pesados, en la modalidad de transporte tanto anfibio como logístico.
Las principales formas de empleo durante un desembarco pueden ser las siguientes:
- Como vectores de LVTP, para la descarga en movimiento de esos medios por la rampa de popa.
- Como transporte de carros y vehículos en el caso de una acción por sorpresa contra puertos adversarios.
- En un escalón logístico, sirviendo de ferris o pontones de unidades militares, pues resultaría fácil solventar la falta de facilidades para la carga o descarga en caso de que el puerto de destino no tuviese medios adecuados.

Las especiales características de peso y dimensiones de los vehículos militares con cadenas requieren, en algunos casos, el refuerzo de las estructuras de estos buques, en el supuesto de que no hayan sido proyectados teniendo en cuenta dicha posibilidad.

### Ferrysde pasajeros
Pueden ser utilizados para transporte de personal y vehículos, aunque presentan ventajas evidentes, como la velocidad y su pequeño tamaño, al estar diseñados para viajes cortos tienen poca autonomía y unas condiciones de habitabilidad limitadas, por lo que se les deben implementar cocinas y alojamientos para el personal y aumentar la capacidad de transporte de carburante, habitualmente modificando los tanques de lastre para que lleven carburante en vez de agua.

### Buques de pasajeros
Los cruceros de placer al estar diseñados para transporte de pasajeros en condiciones agradables y con un abundante personal de servicio pueden transportar entre un 30% y un 40% más de personal en condiciones más austeras, esto se consigue a base de alojar en literas al personal en habitaciones pensadas para uso individual o doble, aprovechando los alojamientos del personal de servicio y la habilitación como sollados de las áreas de ocio del barco, también permiten con relativa facilidad la instalación de un pequeño helipuerto sobre alguna de las cubiertas del barco, otro posible uso es como buques-hospital.

### GranelerosoBulk carriers
Estos barcos están diseñados para transporte de materiales en bruto, distribuyendo a bordo las cargas en palés podrían ser usados como buques de apoyo al combate para la flota.

### Pesqueros
Adaptándoles el material necesario pueden ser utilizados como dragaminas auxiliares.

### Petroleros
Sin más adaptación que la necesaria para transferir el combustible en alta mar pueden funcionar como petroleros de flota.

## Ventajas y limitaciones de los STUFTs
Los navíos de guerra modernos para ser eficientes han de ser sofisticadísimos tecnológicamente, y por tanto caros de mantener, es por esto que las flotas de las armadas modernas son relativamente pequeñas y de capacidades limitadas, ya que el coste de mantener en servicio flotas numerosas en tiempo de paz es prohibitivo para casi todas las naciones.
Los STUFT dan respuesta a este problema permitiendo aumentar temporalmente las capacidades de las armadas principalmente en aspectos logísticos, pero también en acciones militares de combate.
Las principales limitaciones de uso de los STUFTs se derivan de su condición de buques no diseñados para uso militar, por lo que su rendimiento en las misiones que desempeñan es, a excepción de los portabarcazas y los petroleros, muy inferior al de sus equivalentes militares, otro defecto es su vulnerabilidad, ya que carecen de armamento defensivo, radares de combate o blindaje, aparte de que en general son más lentos y menos maniobrables que los navíos militares de similar tonelaje.

## Uso de STUFTs en el siglo XX
Aunque se han usado en mayor o menor medida en todos los conflictos navales del siglo XX, el conflicto que puso de mayor relieve el uso de STUFTS fue la Guerra de las Malvinas, donde la Royal Navy empleó STUFTs como buques-hospital, logísticos, transporte de tropas, apoyo al combate, dragaminas, remolcadores y portaaeronaves, en este conflicto también se pusieron de relieve sus vulnerabilidades, ya que sufrieron una relación entre ataques sufridos-naves hundidas muy superior a la de los navíos de la Royal Navy.